# Rocca di Monselice
La Rocca di Monselice o Colle della Rocca è l'estremo rilievo collinare posto a sud est dei Colli Euganei verso la pianura. Ha una forma tondeggiante, un'altitudine di 150 metri sul livello del mare, un diametro alla base di circa 500 metri che si restringe in sommità a circa 80 metri. La Rocca con il suo mastio Federiciano collocato sulla sommità, sono divenuti rappresentativi del paesaggio urbano medievale di Monselice e della sua storia.
La costruzione, voluta da Federico II di Svevia, venne edificata sui resti dell'antica pieve di Santa Giustina, chiesa poi ricostruita a metà monte e localmente citata anche come Duomo Vecchio.
La chiesa di Santa Giustina, costruita prima del Mille, sarebbe stata edificata all'interno di un insediamento fortificato nato dopo la fine dell'Impero Romano d'Occidente in un'area fortemente strategica di confine, tra le aree recuperate dagli imperiali e quelle dove si insediarono i Goti e poi i Longobardi. Non è tuttavia chiaro, se l'origine del castello sia da attribuire ai Goti o ai Bizantini.

## Storia

### Alto medioevo
Le prime fonti scritte dove si menziona Monselice in modo esplicito sono la Cosmographia dell'Anonimo Ravennate composta tra il VII e l'VIII secolo d.C. e la Historia Langobardorum di Paolo Diacono scritta alla fine dell'VIII secolo d.C.
Nella Cosmographia Monselice viene elencata tra le città (civitates) dell'Italia situate “circa maris litora” (IV, 31 Monssilicis) mentre nella Historia Langobardorum è nominata insieme a Padova e Mantova come città (civitates) dell'Italia Settentrionale che non furono conquistate nella prima fase dell'avanzata dei Longobardi guidati dal re Alboino nel 568 d.C. Nella descrizione dell'offensiva del re Agilulfo che porterà alla conquista longobarda di Padova e Monselice nel 601 d.C. Paolo Diacono definisce Monselice castrum. Le fonti tra il VI ed il IX secolo d.C. non danno una distinzione precisa fra i termini castrum e civitas, l'uso di entrambi si riferisce sia a “castelli” da poco nati sia a città di antica tradizione.
L'abitato di Monselice si estendeva dalla sommità del monte della Rocca sino al suo piano creando un unico insediamento, come comprovato da strati archeologici riferibili all'alto medioevo. I vari insediamenti che si sono sviluppati fuori dalle mura del castello orbitavano intorno a chiese collegate ai monasteri, possessori di terreni che gli erano stati donati dai sovrani o da famiglie con funzioni pubbliche.
Gli scavi archeologici degli ultimi anni hanno integrato le fonti scritte consentendo di collocare la fondazione di Monselice nel VI secolo d.C. La valutazione si è concentrata intorno ai resti di una cinta muraria che dalla sommità scendeva verso le pendici occidentali permettendo di avanzare due ipotesi sulla sua costruzione; l'epoca gota quando il re Teodorico I decise di potenziare il sistema difensivo a fronte dell'espandersi dei Franchi; epoca bizantina quando l'insediamento fu inserito nelle opere di difesa per proteggere il territorio di Padova dagli attacchi dei Longobardi stanziati a Vicenza e Verona nel 569. Monselice rimase sicuramente bizantina fino al 601 – 602 quando venne conquistata dal re longobardo Agilulfo, da questo momento il castrum conquisterà il ruolo di direzione militare e amministrativa del territorio a scapito di Padova nonché il carattere di territorio di frontiera.
L'insediamento riuscirà a mantenere le funzioni legate alla sicurezza militare ma nello stesso momento non verrà abbandonato o dismesso nel momento in cui le necessità difensive varranno a cessare. Un altro elemento che segnerà l'andamento delle vicende storiche è la presenza di una curtis regia fin dall'epoca longobarda che testimonia un importante presenza di beni fiscali; questo sarà un fatto costante storia medievale di Monselice che nel Duecento diventerà un patrimonio diretto dell'impero..
Durante la storia, la Rocca era riuscita a rivestire il ruolo strategico e militare grazie soprattutto alla sua posizione privilegiata; un'altura isolata dalla cui sommità si potevano vedere le coste dell'Adriatico, le Prealpi venete e la Pianura Padana. Questo aspetto era fondamentale per l'osservazione e per il controllo della pianura circostante. A sud dei Colli passava il fiume Adige e cingeva la Rocca dividendosi in due rami secondari. Il fiume proseguiva fino a Pernumia e da qui procedeva in direzione sud-est verso Conselve, Arre, Candiana e Conca d'Albero per poi sfociare in laguna.
Fonti scritte del 906 d.C. attestano che Monselice fu sede di un comitato nell'epoca di dominazione carolingia, ossia una circoscrizione pubblicata amministrata da un conte. Il comitato copriva un vasto territorio ma non durò a lungo; un documento del 970 attesta che Padova riacquista il suo primato amministrativo come sede di comitatus e Monselice, pur conservando la propria autonomia, ne risulta subordinata in qualità di iudicaria, termine che all'epoca designa un distretto minore rispetto al comitato.

### Dopo l'anno mille
Vi sono numerosi elementi che testimoniano di come Monselice ha vissuto questi anni legata al potere imperiale.
Dal 1013 era presente un luogo adibito al potere pubblico, mansio publica, al suo interno aveva luogo tutto ciò che era di competenza regia ed in particolare le cause giudiziarie. Nel 1160 e 1161 è documentata la presenza del delegato imperiale, il conte Pagano, funzionario di Federico Barbarossa, che pronuncia sentenze in una mansio publica. Sempre nel 1161 e ancora nel 1184 è testimoniata la presenza dello stesso imperatore Federico Barbarossa. Il rapporto che legava Monselice all'imperatore si fondava su due elementi; i beni demaniali presenti nel territorio e la lunga tradizione di rapporto diretto tra la comunità residente e il sovrano. Ne consegue che il sovrano aveva la facoltà di utilizzo militare delle strutture e di procedere ad ulteriori fortificazioni, come farà Federico II nel 1239. A fianco dell'autorità regia, esercitavano il loro potere membri dell'aristocrazia cittadina, cavalieri e notai che eleggevano i propri rappresentanti, detti console e podestà. Questa forma di autogoverno portò alla formazione del Comune, che veniva controllato dai funzionari imperiali o dall'imperatore in persona.
Con la morte dell'imperatore Enrico V], successore di Federico Barbarossa, Monselice finì nella sfera dell'influenza comunale di Padova avviando legami economici con alcune famiglie aristocratiche della città. Questi rapporti economici furono agevolati dalle escavazioni del Canale Battaglia che avvennero tra il 1189 ed il 1201 e che favorirono la nascita di impianti idraulici come mulini, o di gualchiere per la lavorazione dei tessuti o cartiere.
Nei primi anni del XIII secolo d.C. la contesa politica che videro contrapporsi le fazioni politiche di guelfi e ghibellini, i primi che sostenevano lo Stato Pontificio e i secondi l'imperatore del Sacro Romano Impero, ebbero dei risvolti anche nel territorio bassopadovano. Azzo VII d'Este, signore della vicina Este e già protetto dell'imperatore Federico II, in seguito venne in contrasto con lui assumendo l'incarico di capeggiare i guelfi della Marca.
Con l'avvento dell'imperatore Federico II di Svevia, Monselice tornò sotto l'egemonia imperiale, la ripresa del controllo su Monselice fu possibile grazie alla collaborazione con Ezzelino III da Romano. In previsione di un suo attacco alla città di Monselice, l'imperatore richiese a Ezzelino III da Romano, signore della Marca Trevigiana, di innalzare una struttura a difesa dell'abitato. Questi ordinò dunque la costruzione di una rocca situata al vertice della collina che domina, l'abitato e parte della pianura circostante. Iniziata nel 1239, per la sua struttura si ricorse ai materiali demolendo dell'antica pieve di Santa Giustina, risalente al X secolo. La fortezza, a pianta quadrata si elevava da una base troncopiramidale che sostiene la parte abitata, alta circa 20 metri, verso la parte sommitale realizzata in legno, attorniata da cinque cerchie murarie, delle quali le parti preesistenti più antiche risalgono al VI secolo, rendendola per le capacità belliche del tempo inespugnabile.
Rolandino da Padova testimonia nelle sue Cronache la fortificazione della rocca sommitale e delle sue cortine murarie per garantire la sicurezza del luogo, raccontando che Federico II ne ordinò le costruzioni durante la visita a Monselice del 1239. Ne consegue un'immagine di “città Imperiale” alla quale i contemporanei associavano immediatamente il castello ben visibile da tutto il territorio circostante.
Dopo la morte di Federico II nel 1250 e la sconfitta di Ezzelino, Monselice torna definitivamente sotto l'influenza del Comune di Padova. Negli anni successivi la fortificazione segue le sorti del territorio e di Monselice finché non fu conquistata dalle truppe dei Scaligeri nel 1317. Da questo momento ha inizio un periodo di instabilità che durerà fino all'estate del 1338 quando Monselice, in mano al capitano scaligero Pietro Dal Verme, verrà conquistata dopo un lungo assedio imposto da Marsilio da Carrara e Ubertino da Carrara e passerà sotto il dominio carrarese.
In qualità di avamposto difensivo verso sud, viene ampliato e ulteriormente fortificato l'impianto delle mura di Ezzelino, che assumono nella seconda metà del XIV secolo la loro configurazione definitiva: una cerchia esterna provvista di torri e di monumentali porte di accesso e quattro cerchie interne, che risalgono la Rocca fino al torrione sulla vetta.
Il periodo carrarese non vede solo interventi alle opere di difesa, i signori di Padova vi individuano il luogo per la propria residenza e avranno in donazione il castello, come sancito dal diploma di conferimento a Giacomo II da Carrara da pare dell'imperatore Carlo IV di Lussemburgo nel 1348. Pochi anni dopo, l'imperatore in persona soggiornerà una notte nel palazzo oggi chiamato Ca' Marcello..
Agli inizi del ‘400 Monselice verrà coinvolta nel conflitto tra Venezia e i Carraresi e nel 1405 verrà consegnata pacificamente al comandante veneziano Carlo Zeno. Il castello verrà ceduto alla Serenissima e alcune ricche famiglie veneziane come i Marcello e i Duodo.
Pur non essendo, vista la posizione oramai lontana dalle mura esterne, direttamente interessata da eventi bellici, la rocca svolge una sua funzione difensiva anche in occasione dell'assedio portato dalle truppe del Regno di Francia nel luglio 1510 come parte della guerra della Lega di Cambrai.
Negli anni successivi, intervallati da periodi di assenza di vicende belliche, l'evoluzione delle armi e della strategia fecero diventare sempre più obsolete le fortezze concepite nel periodo medioevale e la rocca perdendo progressivamente la sua importanza strategica venne lasciata all'incuria del tempo e abbandonata.

## Ricerche archeologiche
Importanti conferme storiche e nuove scoperte sono venute alla luce grazie agli scavi archeologici che si sono svolti in tre fasi diverse;
- 1988-1990 una prima fase coordinata dalla Società Archeologica Veneta sotto la direzione di Gian Pietro Brogiolo, finalizzate alla verifica dei depositi archeologici tramite ricognizioni, rilievi, analisi stratigrafiche delle architetture conservate e saggi di scavo. Le indagini hanno riguardato quattro aree campione dell'insediamento sommitale, di mezzacosta e del pedemonte e hanno consentito di documentare tratti della cinta altomedievale e una torre con sepolture longobarde al suo esterno.
- 1995-1996 una seconda fase di ricerche coordinata da Gian Pietro Brogiolo con indagini sulla sommità del colle ha messo in luce murature appartenute alla chiesa di Santa Giustina insieme ad una torre e un grande edificio che risalgono al periodo precedente alla costruzione del grande mastio.
- 2021-2022 una terza fase affidata all'Università di Padova sotto la direzione di Alexandra Chavarrìa Arnau che ha permesso di studiare e documentare le numerose strutture murarie conservate nelle diverse aree della Rocca. Lo scavo è stato effettuato nell'area sud ed est del mastio evidenziando le varie fasi di costruzione della chiesa di Santa Giustina insieme ad un'ampia area funeraria databile tra l'Alto medioevo e il XIII secolo d.C. Tra i numerosi reperti archeologici rinvenuti si menzionano le ceramiche, i metalli, elementi appartenenti alla decorazione dell'edificio di culto e molti resti scheletrici.[19]

### Sepolture longobarde
Gli scavi del 1989 hanno riportato in luce cinque sepolture longobarde appartenute a quatro soggetti adulti di sesso maschile e tre bambini. Insieme ai corpi sono stati rinvenuti oggetti di uso personale quali pettini e coltelli, insieme ad armi di offesa e difesa. Gli oggetti venivano deposti con i sepolti a testimoniare il ruolo che questi avevano avuto all'interno della società in cui vivevano. La presenza di armi e l'alta qualità dei corredi suggeriscono che si trattava di guerrieri e mettono in evidenza i contatti e le reciproche influenze tra la cultura cristiano bizantina e quella longobarda. Del mondo cristiano è stata ritrovata una piccola croce in lamina d'oro e un puntale di cintura in argento, su entrambi gli oggetti si trova inciso un monogramma in latino ovvero un simbolo formato dall'unione di più lettere. La conoscenza dei monogrammi fa capire come fosse in uso la scrittura fra i Longobardi insediati e la loro appartenenza ad una classe dirigente capace di dialogare con i rappresentanti dell'Impero bizantino e della chiesa. Alla civiltà germanica invece, sono legati i corredi di armi posti accanto al corpo o portati dal defunto e riguardano spade, lance, scudi e grossi coltelli chiamati scramasax. Le armi venivano indossate con apposite cinture in cuoio o stoffa arricchite da elementi in ferro o bronzo come fibbie, puntali, placche di rinforzo, decorati da tipici intrecci astratti di animali simili a draghi o serpenti.

### Pieve di Santa Giustina
Un importante elemento di continuità della Rocca a partire dall'alto medioevo sino al XIII secolo d.C. era dato dalla Pieve di Santa Giustina. Si trovava sulla sommità del colle ed è stata demolita nel momento della costruzione del mastio federiciano a metà del 1200 d.C.. L'edificio era riuscito a conservare il ruolo di chiesa plebana fino alla sua demolizione anche se a quel tempo la concentrazione dell'abitato era già scesa a valle.
La chiesa di Santa Giustina era il cardine delle numerose strutture ecclesiastiche testimoniate nell'area, disponeva di un patrimonio proprio gestito dai canonici.
I resti murari consentono di ricostruire la pianta dell'edificio che era a forma rettangolare, composto da 3 navate e abside semicircolare, orientato a est-ovest, larga 17 m e lunga 32 m. Il pavimento era in mosaico, come da numerose tessere quadrate (opus tessellatum) e lastrine di pietra tagliate secondo diverse forme geometriche (opus sectile) rinvenute durante gli scavi. Alla cripta si accedeva dall'interno dell'edificio attraverso tre arcate poggianti su due colonne centrali. È pensabile che la chiesa possa essere stata costruita in due fasi diverse, questa ipotesi è suggerita dal fatto che nella muratura dell'angolo sud ovest, siano state individuate tecniche costruttive diverse. La prima fase è risalente all'Alto medioevo mentre la seconda fase riguarda la fine dell'XI e gli inizi del XII secolo d.C. quando la chiesa fu ampliata. Un altro elemento che fa pensare all'esistenza di una chiesa precedente a quella romanica, è il ritrovamento di alcune tombe poste sotto il pavimento in malta della cripta. Nella parte esterna del muro sud, è stato identificato un forno che serviva per la fusione e la forgiatura del ferro, probabilmente utili al cantiere della nuova chiesa romanica.
Alle due diverse fasi dell'edificio, appartengono le tombe del cimitero rinvenuto nello spazio esterno alla chiesa. La datazione temporale di alcune tombe è stata effettuata con la tecnica di datazione al radiocarbonio che permette di misurarne la concentrazione in un reperto di origine organica come per esempio ossa, denti, legno, fibre tessili, semi o carboni di legno. Il materiale scheletrico di circa 80 individui è stato oggetto di analisi antropologiche che hanno consentito di riconoscere 20 uomini, 4 donne e 7 bambini.
A ovest della chiesa di Santa Giustina, sono stati identificati una torre e un grande edificio. Entrambi appartengono al periodo precedente alla riorganizzazione dell'apparato difensivo avvenuta con Federico II. La torre ha una pianta quadrata di 8 X 8 m ed è costruita con conci di trachite di piccole dimensioni. La parte interna dei muri invece, è composta da frammenti di pietra legati da abbondante malta.
Addossato alla torre, si trova un grande edificio seminterrato con pianta rettangolare, lo spazio è suddiviso in due ambienti di dimensioni diverse da un muro. La tecnica costruttiva degli edifici ne permette la collocazione temporale nel secolo XI e XII d.C. Allo stesso periodo appartengono altri edifici del centro storico di Monselice e anche la tipologia edilizia della casa con torre (casa incastellata o domus turrita) testimoniata a Padova nei Palazzo Capodilista o  Palazzo Zabarella. Con molta probabilità la funzione riconducibile agli edifici è quella di ospitare sacerdoti e chierici che svolgevano le loro funzioni nella pieve di Santa Giustina.

#### Culto di santa Giustina
Santa Giustina era una martire padovana che morì durante il periodo delle persecuzioni dell'Imperatore Diocleziano. In quell'epoca l'Impero si reggeva sulla tetrarchia e il co-imperatore Massimiano si trovava di passaggio a Padova dove aveva fatto innalzare il tribunale in campo Marzio per giudicare i cristiani. Giustina sarebbe stata catturate mentre tentava la fuga dopo aver cercato di fare visita ai cristiani catturati e; dopo essersi rifiutata di sacrificare agli dei pagani, venne sentenziata da Massimiano in persona che ne ordinò l'uccisione per il tramite della spada. La ricomposizione dei fatti della vita di Santa Giustina è basata su quanto riportato negli Acta Martyrum e nel Passium custodito nella Biblioteca Capitolare di Padova identificato come il Lezionario di Monselice. Tra i primi che diffusero il nome di Santa Giustina fu il magistrato imperiale Opilione che fece erigere in suo onore un oratorio e una basilica dove si potesse raccogliere la comunità cristiana di Padova. È probabile che il culto di Santa Giustina sia stato portato a Monselice da Padova durante la fuga dei suoi cittadini avvenuta durante le prime incursioni longobarde negli anni 568-569.

### Mastio federiciano
L'assetto a sistema difensivo della Rocca, fatto costruire da Federico II è analizzabile nel dettaglio grazie alle strutture conservate sino ad oggi e alle fonti scritte. Il mastio ha forma quadrangolare il basamento è di forma troncopiramidale che misura 8,5 X 9 m all'interno del quale furono ricavati una cisterna alimentata dalla pioggia raccolta dal tetto e un vano di scarico delle latrine. La torre si sviluppava in tre piani per un totale di 20 m di altezza e vi si accedeva da un ingresso aperto sul lato ovest. L'ingresso era alto circa 8,8 m da terra ed era servito da un ponte di legno collegato ad una scala a doppia rampa addossata alla torre romanica antistante. All'interno del mastio si trovavano due vani abitativi indipendenti collegati da una scala interna, due bagni e un pozzo per attingere all'acqua della cisterna posta nel basamento. IL sistema difensivo che cinge il pianoro sommitale è costituito da una cinta ellittica lunga 210 m. ingloba al suo interno anche la domus turrita che rimase in uso come funzione residenziale. L'accesso alla fortificazione era probabilmente localizzato nell'angolo nord orientale della cinta dove oggi si trova il portale ricostruito in stile medievale agli inizi del ‘900.

## Riorganizzazione in epoca postmedievale

### Famiglie Duodo e Marcello
Dopo la guerra del 1509 il castello perde la sua funzione militare e viene ceduto alla Repubblica di Venezia e alla nobile famiglia dei Marcello che erano proprietari del palazzo detto di Ezzelino nel pedemonte. Il versante del colle a nord del palazzo di Ezzelino era organizzato a terrazzi dove si coltivavano vigne e olivi e si estendeva per circa 2 ettari.
I terreni a oriente della Rocca furono venduti al nobile veneziano Francesco Duodo che vi costruì la sua residenza conosciuta come villa Duodo. Insieme alla costruzione della villa, le pendici orientali della Rocca furono sistemate in terrazzamenti adibiti a giardino. Il sostegno era dato da muri a secco costruiti con scaglie di trachite, ancora oggi sono visibili i resti di queste costruzioni.
Dell'uso agrario del colle, si trovano mappe dettagliate nel Catastico del convento di San Francesco redatto nel 1741 e conservato presso l'Archivio di Stato di Padova. Si tratta di un elenco di beni appartenuti al convento di San Francesco di Monselice e abbattuto intorno al 1776. Il documento veniva redatto ai fini fiscali e fu arricchito dai disegni di frate Giovanni Antonio Bortoli che riproducono dettagliatamente il centro cittadino e il Colle della Rocca.

### Cave
Dal punto di vista geologico, il colle della Rocca è composto da trachite, roccia vulcanica particolarmente pregiata per la sua resistenza e anche per le sue qualità estetiche.
La sua estrazione nell'area ha una lunga tradizione, ai romani si deve la sua diffusione nei principali centri dell'Italia settentrionale dove veniva utilizzata soprattutto per la costruzione di strade ed edifici. L'estrazione di trachite continua anche in epoca medievale con apertura di nuove cave e anche con riattivazioni di quelle non più in uso.
Durante il periodo della Serenissima Repubblica di Venezia, si assiste al momento di massimo sfruttamento della roccia anche per via della facilità di estrazione e lavorazione, passo costo del trasporto e le sue qualità di resistenza agli agenti atmosferici; infatti è nota la sua resistenza all'acqua e alla salsedine.
Tra il XVII e il XVIII secolo d.C., i blocchi di trachite vengono utilizzati per le opere di difesa del litorale lagunare e per la pavimentazione di vie e piazze delle principali città venete, soprattutto Venezia, dove nel 1723 il pavimento di Piazza San Marco, progettato dall'architetto Andrea Tirali, viene ricoperto da lastre di trachite.
Sul finire dell'800 si registra un importante aumento di estrazione di trachite per far fronte alle grandi opere di arginatura fluviale, per i sottofondi e le massicciate ferroviarie. Le fonti storiche documentano l'esistenza di cave a partire dal primo documento ufficiale risalente al 1532 dal quale si evince la fornitura di pietre per la costruzione della chiesa di Santa Giustina di Padova.
Nella prima metà del settecento, le fonti testimoniano l'esistenza di 12 cave distribuite lungo le pendici del colle e che erano per lo più proprietà di nobili famiglie veneziane, gestite da cavatori locali dietro il pagamento di un affitto e di un canone fisso annuo. Nell'anno 1875 le cave attive rimaste sul Colle della Rocca erano 3: cava Balbi Valier sul lato orientale, cava Ramina presso la chiesa di Santa Giustina e cava Giraldi a nord ovest di Ca' Marcello.
Le attività estrattive nelle cave hanno portato alla distruzione di quasi un terzo del colle modificandone in maniera irreversibile l'aspetto morfologico. Intorno al 1930 cessano le attività di estrazione per volere del conte Vittorio Cini e si procede con interventi di rimboschimento delle cave nei lati del colle.

## La Rocca oggi e la sua flora
Con il corso degli anni, il Colle della Rocca è stato dismesso e lasciato alle incurie del tempo. 

Con la volontà di conservare un patrimonio storico importante per la città di Monselice, l’intera area è stata acquisita dalla Regione Veneto. Il Mastio è stato oggetto di un importante restauro che ha consentito ai cittadini di tornare a usufruire della godibilità come luogo di alto valore storico e naturalistico. 

Il Colle è inserito in un percorso naturalistico specifico dal momento che costituisce un caso esemplare di biodiversità vegetale con più di 300 specie floristiche. 

I versanti terrazzati nella parte sud-est sono coltivati ancora oggi a piante di olivo (Olea europea). Si incontrano anche presenze di alberi da frutto come il melograno (Punica granatum), il fico comune (Ficus carica) e il giuggiolo (Ziziphus jujuba). 

Altre entità vegetali, considerate infestanti, sono arrivate grazie alle attività agricole e sono il tarassaco (Taraxacum officinale), la pratolina (Bellis perennis), il trifoglio (Trifolium), il ranuncolo (Ranunculus), l'ortica (Urtica dioica) e il fiordalisio (Centaurea). La specie vegetale dominante è il papavero (Papaver rhoeas), pianta erbacea quasi scomparsa nelle pianure circostanti. 

Nelle aree più scoscese troviamo la saponaria montana (Saponaria acymoides), la valeriana rossa (Centranthus ruber) e la garofanina spaccasassi (Petrorhagia saxifraga). 

Gli alberi che occupano il territorio del Colle della Rocca non sono nativi ma sono stati introdotti in modo intenzionale o accidentale dall’uomo, si trova quindi la robinia (Robinia pseudoacacia), il gelso da carta (Broussonetia papyrifera) e l’ailanto o albero del paradiso (Ailanthus altissima). 

In passato questi alberi sono stati coltivati a scopo ornamentale, per il legno pregiato o per l’allevamento dei bachi da seta.

Infine, nei pendii più assolati, si trovano alcune specie arboree resistenti alla calura e alla siccità come il leccio (Quercius ilex), il bagolaro (Celtis australis) e l’orniello (Fraxinus ornus).